# AHL 1941/42
Die Saison 1941/42 war die sechste reguläre Saison der American Hockey League (AHL). Während der regulären Saison bestritten die zehn Teams der Liga jeweils 56 Spiele. Die sechs besten Mannschaften der AHL spielten anschließend in einer Play-off-Runde um den Calder Cup.

## Teamänderungen
Folgende Änderungen wurden vor Beginn der Saison vorgenommen:
- Die Philadelphia Ramblers änderten ihren Namen in Philadelphia Rockets.
- Die Washington Lions wurden als Expansionsteam in die Liga aufgenommen.

## Reguläre Saison

### Abschlusstabellen
Abkürzungen: GP = Spiele, W = Siege, L = Niederlagen, T = Unentschieden, OTL = Niederlage nach Overtime, GF = Erzielte Tore, GA = Gegentore, Pts = Punkte

Erläuterungen: In Klammern befindet sich die Platzierung innerhalb der Conference;       = Playoff-Qualifikation ,       = Division-Sieger,       = Conference-Sieger

#### Reguläre Saison
| East Division        | GP | W  | L  | T | GF  | GA  | Pts |
| -------------------- | -- | -- | -- | - | --- | --- | --- |
| Springfield Indians  | 56 | 31 | 20 | 5 | 213 | 167 | 67  |
| New Haven Eagles     | 56 | 26 | 26 | 4 | 182 | 219 | 56  |
| Washington Lions     | 56 | 20 | 30 | 6 | 160 | 172 | 46  |
| Providence Reds      | 56 | 17 | 32 | 7 | 205 | 237 | 41  |
| Philadelphia Rockets | 56 | 11 | 41 | 4 | 157 | 254 | 26  |

| West Division         | GP | W  | L  | T | GF  | GA  | Pts |
| --------------------- | -- | -- | -- | - | --- | --- | --- |
| Indianapolis Capitals | 56 | 34 | 15 | 7 | 204 | 144 | 75  |
| Hershey Bears         | 56 | 33 | 17 | 6 | 207 | 169 | 72  |
| Cleveland Barons      | 56 | 33 | 19 | 4 | 174 | 152 | 70  |
| Buffalo Bisons        | 56 | 25 | 25 | 6 | 182 | 157 | 56  |
| Pittsburgh Hornets    | 56 | 23 | 28 | 5 | 210 | 223 | 51  |

### Beste Scorer
Abkürzungen: GP = Spiele, G = Tore, A = Assists, Pts = Punkte, +/- = Plus/Minus, PIM = Strafminuten; Fett: Saisonbestwert
| Spieler         | Team                | GP | G  | A  | Pts | PIM |
| --------------- | ------------------- | -- | -- | -- | --- | --- |
| Pete Kelly      | Springfield Indians | 46 | 33 | 44 | 77  | 11  |
| Louis Trudel    | Washington Lions    | 54 | 37 | 29 | 66  | 11  |
| John O’Flaherty | Springfield Indians | 42 | 18 | 44 | 62  | 24  |
| Ab DeMarco      | Providence Reds     | 39 | 27 | 39 | 61  | 9   |
| Norman Schultz  | Pittsburgh Hornets  | 56 | 27 | 34 | 61  | 16  |
| Les Cunningham  | Cleveland Barons    | 56 | 25 | 35 | 60  | 23  |
| Norm Burns      | New Haven Eagles    | 35 | 27 | 32 | 59  | 13  |
| Kilby MacDonald | Hershey / Buffalo   | 58 | 28 | 30 | 58  | 18  |
| John Sherf      | Pittsburgh Hornets  | 56 | 19 | 37 | 56  | 10  |
| Norm Calladine  | Providence Reds     | 56 | 32 | 33 | 54  | 6   |

## Calder-Cup-Playoffs

### Modus
Für die Play-offs qualifizierten sich die sechs besten Mannschaften der American Hockey League. Die beiden Sieger aus den Duellen der Mannschaften auf den Plätzen zwei bis vier trafen in der zweiten Runde aufeinander, während der Gewinner aus dem Duell der beiden Divisionsgewinner durch ein Freilos automatisch für das Finale qualifiziert war. Die ersten beiden Play-off-Runden fanden im Modus Best-of-Three statt, wobei die beiden Divisionsgewinner im Modus Best-of-Five um die Finalteilnahme spielten. Das Finale selbst wurde ebenfalls im Modus Best-of-Five ausgespielt.

### Play-off-Übersicht

#### Erste Runde
- (W1) Indianapolis Capitals – (E1) Springfield Indians 3:2
- (W2) Hershey Bears – (E2) New Haven Eagles 2:0
- (W3) Cleveland Barons – (E3) Washington Lions 2:0

#### Zweite Runde
- (W1) Freilos für die Indianapolis Capitals
- (W2) Hershey Bears – (W3) Cleveland Barons 2:1

#### Finale
- (W1) Indianapolis Capitals – (W2) Hershey Bears 3:2

## Vergebene Trophäen

### Mannschaftstrophäen
| Auszeichnung                                                            | Team                  |
| ----------------------------------------------------------------------- | --------------------- |
| Calder Cup Gewinner der AHL-Playoffs                                    | Indianapolis Capitals |
| F. G. „Teddy“ Oke Trophy Bestes Team der West Division, reguläre Saison | Indianapolis Capitals |